# Slag bij Tebbs' Bend
De slag bij Tebbs' Bend vond plaats op 4 juli 1863 bij de Green River in Taylor County (Kentucky) tijdens Morgans Raid in de Amerikaanse Burgeroorlog. Deze slag is ook bekend als de Slag bij Tebbs Bend of Slag bij de Green River. Noordelijke eenheden slaan verschillende aanvallen af van brigadegeneraal John Hunt Morgans cavalerie.

## Achtergrond
Op 11 juni 1863 vertrok brigadegeneraal John Hunt Morgan met 2.460 Zuidelijke cavaleristen in westelijke richting vanuit Sparta, Tennessee. Hun doel was de aandacht af te leiden van de Noordelijke Army of the Ohio om andere Zuidelijke strijdkrachten ademruimte te geven. Op 23 juni reed Morgan in noordelijke richting naar Kentucky. In de nacht van 2 juli stak hij de Cumberland over. De volgende dag zou hij de Green River bij Tebbs’ Bend oversteken. Deze oversteek werd bewaakt door vijf compagnies van de 25th Michigan Infantry onder leiding van kolonel Orlando Hurley Moore. Moore had zijn 200 soldaten een aarden wal laten aanleggen in de nabijgelegen bossen en bij de oversteekplaats. Moore diende de bevoorradingsroute van Lebanon over Campbellsville naar de Columbia Turnpike te verdedigen. Deze weg was ook de gemakkelijkste weg voor Morgan om Louisville, Kentucky te bereiken.

## De slag
Morgan splitste zijn strijdmacht in twee. Het merendeel van zijn cavalerie zou het kleine garnizoen flankeren en de pas afsnijden. Het andere deel liet hij in de vroege ochtend van 4 juli de aanval inzetten. De Noordelijke voorposten openden het vuur. Dit vuur werd onmiddellijk beantwoord door Morgans artillerie. Rond 07.00u liet Morgan de witte vlag aanrukken en vroeg aan Moore zich over te geven. Moore weigerde en de gevechten begonnen opnieuw. Morgans artilleriebatterij werd buiten gevecht gesteld door Noordelijke scherpschutters.
Morgan liet twee regimenten te voet aanvallen onder leiding van kolonel Adam Rankin Johnson ("Stovepipe Johnson"). De voorste Noordelijke linie werd onder de voet gelopen. De aanval stokte bij de volgende linie waar de Zuidelijken onder intens geweervuur kwamen te liggen. De 5th Kentucky Cavalry onder leiding van kolonel Basil Wilson Duke werd naar voren gestuurd om de Zuidelijke aanval te versterken. De volgende drie uren vielen Morgans soldaten acht keer aan. Ook de troepen die de Noordelijke linies moesten flankeren, werden teruggeslagen. Opnieuw stuurde Morgan een onderhandelaar beschermd door de witte vlag naar de Noordelijke linies om toestemming te vragen de doden en gewonden te evacueren. Nadat alle soldaten van het slagveld gehaald waren, vertrok Morgan in zuidelijke richting. Hij stak de Green River uiteindelijk over bij Johnson Ford. Daar reden zijn mannen opnieuw in noordelijke richting naar Campbellsville. De volgende dag vochten ze in de Slag bij Lebanon.

## Gevolgen
Morgan telde 35 doden en 45 gewonden. Moore telde 6 doden en 23 gewonden. Onder Morgans verliezen bevonden zich 24 officieren die ten prooi waren gevallen aan Noordelijke sluipschutters.